# Индиголит
Индиголит — минерал; сравнительно редкая разновидность турмалина интенсивно-синей окраски.

## Описание
Назван по своему цвету индиго. Цвет индиголита синий, тёмно-синий, синевато-чёрный, иногда зеленовато-синий. В старину в России этот камень, как и другие камни синей окраски, называли баусом.
Используется в ювелирном деле как сравнительно недорогой драгоценный камень. Обрабатывается огранкой, преимущественно уплощённой (из-за тёмной, как правило, очень густой окраски) квадратной или прямоугольной формы.

## Месторождения
Встречается в виде отдельных призматических кристаллов в миаролитовых пустотах пегматитовых жил. Месторождения индиголита известны на Памире (Таджикистан), в Афганистане, Пакистане и в Финляндии.